# Lymany (Mykolajiw, Beresanka)
Lymany (ukrainisch Лимани; russisch Лиманы Limany) ist ein Dorf in der ukrainischen Oblast Mykolajiw mit 750 Einwohnern (2018).

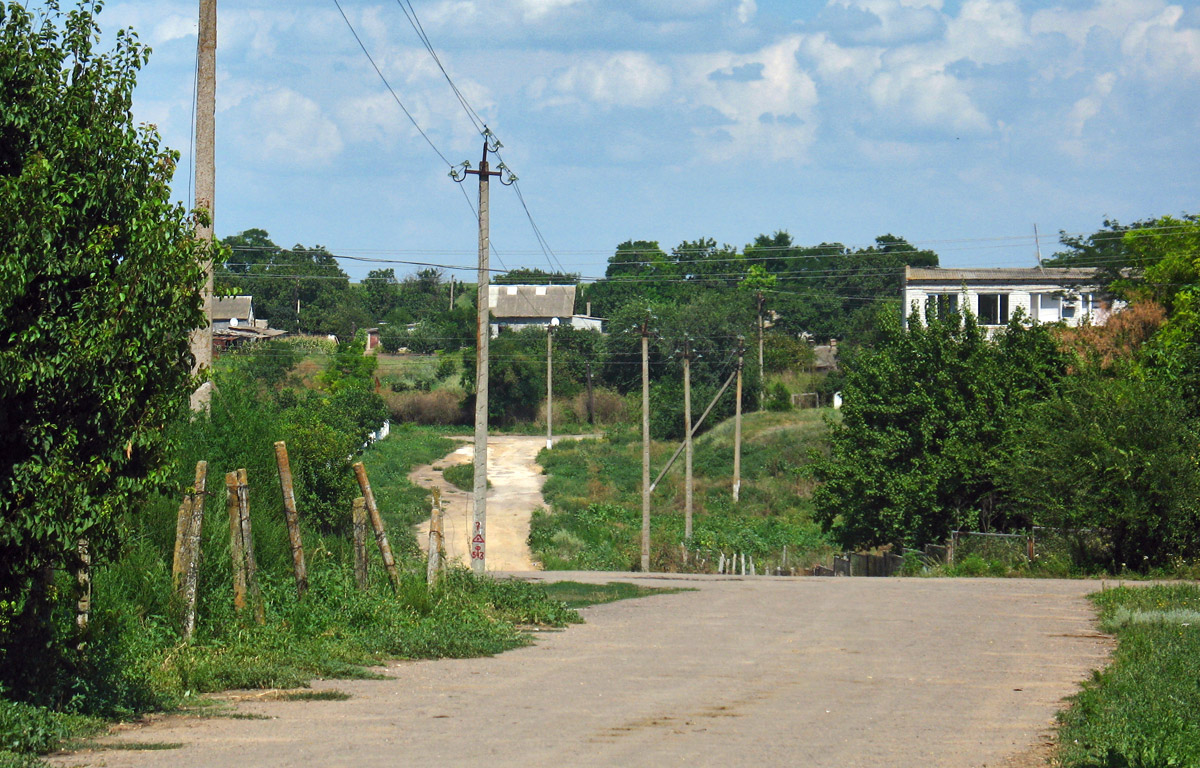
Blick ins Dorf

Das im frühen 18. Jahrhundert gegründete Dorf hieß bis 1945 Коза Kosa und liegt auf einer Höhe von 6 m am westlichen Ufer des Beresan-Liman, einem Liman an der Mündung des Flusses Beresan in das Schwarze Meer, 21 km südlich vom ehemaligen Rajonzentrum Beresanka und etwa 70 km südwestlich vom Oblastzentrum Mykolajiw.
Am 11. August 2017 wurde das Dorf ein Teil der Siedlungsgemeinde Beresanka; bis dahin bildete es zusammen mit dem Dorf Wiktoriwka (Вікторівка) die Landratsgemeinde Lymany (Лиманівська сільська рада/Lymaniwska silska rada) im Süden des Rajons Beresanka.
Seit dem 17. Juli 2020 ist es ein Teil des Rajons Mykolajiw.